# Omega Skorpidy
omega Skorpidy (OSC) – rój meteorów aktywny od 23 maja do 15 czerwca. Jego radiant znajduje się w gwiazdozbiorze Skorpiona. Maksimum roju przypada na 2 czerwca, jego aktywność jest określana jako niska, a obfitość roju wynosi 5 meteorów/h. Prędkość w atmosferze meteorów tego roju to 21 km/s.
Rój omega Skorpidy po raz pierwszy oficjalnie opisał Ronald A. McIntosh w opublikowanym w roku 1935 "An Index to Southern Meteor Showers" (jako radiant 146).